# گرینلاون (نیویورک)
گرینلاون (به انگلیسی: Greenlawn) یک منطقهٔ مسکونی در ایالات متحده آمریکا است که در شهرستان سافک، نیویورک واقع شده‌است. گرینلاون ۹٫۵ کیلومتر مربع مساحت و ۱۳٬۷۴۲ نفر جمعیت دارد و ۶۹ متر بالاتر از سطح دریا واقع شده‌است.